# 島原港
島原港（しまばらこう）は、長崎県島原市にある地方港湾である。港湾管理者は長崎県。

## 概要
三会地区、霊南地区、外港地区の3港区に分かれている。島原外港ターミナルには競艇場外発売所オラレ島原が設置されている。
島原外港ターミナルから国道251号を挟んだ山側には、島原鉄道の島原港駅があり、徒歩5分で連絡する。
2018年度の発着数は7,149隻（7,550,117総トン）、うち外航船は14隻（38,619総トン）、利用客数は557,387人（乗船279,191人、下船278,196人）である。

## 航路
熊本港への2社のフェリー、三池港へ高速船が就航している。2006年までは三角港へのフェリー航路も運航されていた。

### 運航中の航路

#### 熊本フェリー
- 熊本港 - 島原港

熊本フェリーが1日7往復運航する。高速双胴フェリーのオーシャンアローが就航している。

#### 九商フェリー
- 熊本港 - 島原港

九州商船グループの九商フェリーが1日10往復を運航する。

#### やまさ海運（三池島原ライン）
- 三池港 - 島原港

やまさ海運が高速船4往復を運航する。三池港から連絡バスを介して西鉄天神大牟田線の特急電車と接続している。
2015年4月1日に島原鉄道が島鉄高速船として運航していた高速船事業（島原 - 大牟田航路）を継承して就航した。

### 過去の航路

#### 三角島原フェリー
- 三角港 - 島原港

1964年に九州商船が運航を開始、最盛期は年間100万人以上の利用があったが、1993年の熊本港の開港後は島原-熊本航路に利用客が移転、九州商船が撤退を表明したため、航路維持のため新たに設立された三角島原フェリーが1999年に航路を継承した。その後も利用者の減少は続き、原油価格高騰による採算悪化で2006年8月29日に運航を終了、航路廃止となった。廃止時は1日5往復が運航されていた。

## アクセス

### バス
建物正面玄関横のロータリー部分に島鉄バスのバス乗り場が設けられており、実質的にバスターミナルの機能も備えている。
一般路線バス
- 雲仙（小浜・愛の夢未来センター前・諫早駅方面行きと接続）
- 多比良港－愛野－諫早駅（一部便は多比良港止め）
- 深江－有家－口之津－加津佐（一部便は北有馬止め）
- 藤原－有家－須川港
- 島原市内線（島原病院・島原駅・大手・農高前・芝桜公園前）
- 島原市コミュニティバス「たしろ号」（予約制）

高速バス
- 福岡（天神・博多）「島原号」　※島鉄バスと西日本鉄道の共同運行

### その他のアクセス・周辺道路
- 鉄道駅
  - 島原鉄道線 「島原港駅」 - 徒歩4分
- 最寄りの道路
  - 国道251号
- 最寄りの空港
  - 長崎空港 - 車で約1時間30分－40分程度
- 最寄りの高速道路・高規格道路
  - 長崎自動車道 諫早IC - 車で約1時間10分
  - 島原道路 島原外港IC